# أحمد بسيوني دويدار
أحمد بسيوني دويدار (30 أبريل 1956م - 4 يوليو 2007م) هو رئيس مجلس الشورى الأسبق جماعة الجهاد وأمير جماعة الجهاد باليمن سابقاً وعضو المكتب السياسي للجماعة سابقاً، كان جهاديًا إسلاميًا مصري المولد وزعيمًا متشددًا، والمحكوم بقضية العائدون من ألبانيا بالمؤبد مع الأشغال الشاقة، صنف مع المجموعات الإرهابية.

### حياته ونشأته
ولد في 30 أبريل سنة 1956 بمحافظة الغربية بمدينة طنطا، والده مدرس اللغة العربية وقد توفى وهو في المرحلة الإعدادية، جده لأمه الشيخ سليمان أمام المسجد البدوي بمدينة طنطا له من الأخوة خمسة أثنين من الذكور وثلاثة من الإناث، هو أكبرهم في السن، درس عدة سنوات في كلية الهندسة قسم الهندسة المعمارية إلا أنة لم يكمل تعليمه، ثم ألتحق بكلية التجارة قسم المحاسبة، تزوج من سيدة مصرية أنجب منها ستة أبناء أربعة أولاد وبنتين.
عام 1997 م زوج أبنته خديجة لوائل يحي عبد الرحمن وكان عمرها حينها تقريبا ً 13 سنة. وفي نفس الفترة تزوج هو من أرملة عادل عوض ثم افترقا.
تخفى طيلة حياة بتغيير اسمه أكثر من مرة ومنها أبو إسماعيل - حمزة الصريحي - أحمد سعيد بسيوني - أحمد مصطفى عبد الواحد قاسم.

## مسيرته
ألتحق بجماعة الجهاد المصرية في الثمانينات ثم سافر إلى أفغانستان في بداية التسعينات وقد تم تأهيله جسمانيا ً هناك وقد تمزقت الأربطة في قدمه مما أدى إلى أن تأهيله كخبير متفجرات وصل إلى التدريب متأخرا ً إلا أنه برع في القنص بالمسدس.
عاد إلى مصر ليشكل خلية صنفت كارهبية في مدينة الإسكندرية كانت تلك الخلية من أكبر الخلايا في مصر وقد تم محاكمة مجموعة من هذه الخلية عام 1992 م بتهمة اقتناء كتاب العمدة. ولم يكشف يومها عن شخصية الشيخ نظرا ً لقدرته الفائقة على العمل السري فقد كان مثلا ً يقتدى به أنة «ملك الصمت وأمير السرية».

### السودان
أنتقل بعدها إلى السودان وتم تعيينه رئيسا ً لمجلس الشورى التحقت به عائلته وقد مكث في هذا المنصب عامين على التوالي ثم أنتقل إلى اليمن مع عائلته عام 1994 م. تم تعيينه أميرا ً للجماعة في اليمن وكان له نائبين هما طارق السيد أنور ونصر فهمي نصر كما كان له مستشارون أبرزهم الشيخ مرجان سالم والقيادي ثروت صلاح شحاتة وكانت اليمن وقتها تستضيف أغلب أعضاء الجماعة وأغلب قادتها بما فيهم الدكتور أيمن الظواهري والقيادي ثروت صلاح شحاتة وكان من أبرز تلامذته وائل يحي عبد الرحمن وأبو حمزة المهاجر وعصام محمد خليل. عمل كموجه مالي وإداري في وزارة التربية والتعليم اليمنية مكتب محافظة لحج وكان يتنقل ما بين صنعاء وتعز ولحج حيث كانت صنعاء مقر الجماعة وتعز سكن عائلته ولحج مقر عملة.

## حكم بالمؤبد
حكم علية في عام 1998 م في قضية العائدون من ألبانيا بالمؤبد مع الأشغال الشاقة. واكبت تلك الفترة اندماج القاعدة مع الجهاد كما واكبت أيضا ً بعض العمليات الجهادية في مصر ضد السياح والتي كان يعارضها من الناحية الإستراتيجية. فأرسل إلى الدكتور أيمن الظواهري برسالة عاجلة يطالب فيها بأن يعفى من منصبة. وقد حدث ثم سافر أغلب أعضاء الجماعة أما إلى أفغانستان أو إلى أوروبا ولكنه رفض السفر وأصر على البقاء هو وعائلته في اليمن. تولى قيادة الجماعة باليمن بعده عدد من القيادات إلا أن المشاكل زادت فعاود الدكتور أيمن الظواهري المحاولة ليعيده إلى منصبة لتعود الجماعة كما كانت إلا أنة أصر على أن يقف موقف الحياد.

### اليمن
سافر عام 1999 م – عام 2000 م هو وعائلته إلى محافظة لحج ليعمل بمصنع للمياه المعدنية. في هذا الوقت سافرت إبنتة وزوجها وأبنهما عبد الله إلى أفغانستان. عاش حياة طبيعية باسم غير اسمه وكان اسمه في ذلك الوقت أحمد سعيد بسيوني. انتقل في عام 2000 م – عام 2001 م هو وعائلته إلى عدن وعمل في مصنع للحديد. في هذه الفترة قامت الحرب على أفغانستان وخلال القصف قتل أبنته خديجة وزوجها وأبنهما عبد الله وأبنتهما أميمه وصديقيه طارق السيد أنور ونصر فهمي نصر.
عمل عام 2001 م – عام 2002 م في شركة لأنظمة الإطفاء وشركة للاستيراد المواد الغذائية ، إلا أنة في منتصف عام 2003 م وعندما ذهب إلى لحج ليجدد تصريح العمل تمت عرقلته، فما كان منه إلا أن ودّع أهلة وسافر إلى صنعاء لم يكن أحد يعلم بوجوده في اليمن حتى عائلته. جلس في صنعاء بصحبة الشيخ عبد العزيز الجمل حتى قبض على الشيخ. عاش في صنعاء باسم مزور وهو أحمد مصطفى عبد الواحد قاسم تزوج من سيدة يمنية وأنجب منها طفلين هما فاطمة وعبد الله. وعمل في مصنع للحلوى إلا أنة لم يستمر فيه ثم عمل محاسبا في إحدى الجامعات الخاصة ولكن بسبب التضييق الأمني استقال وعمل بعد ذلك إداريا ً في أحد المصانع بصنعاء إلا أنة استقال أيضا ً بسبب التضييق الأمني قبل وفاته بشهور.

## مقتله
قتل علي يد قوات الشرطة اليمنية في يوم الأربعاء الموافق 4 يوليو 2007، أثر تفجرات في منطقة مأرب 2 يوليو 2007، التي أسفر عن مقتل سبع سياح إسبان ويمنيين، وذلك أثناء مداهمة الشرطة اليمنية وحدة سكنية في العاصمة اليمنية صنعاء كان يختبئ فيها، بسبب تورطه في تخطيط الاعتداء على قافلة السياح.

## أطلع أيضا
- محمد الظواهري
- الفريضة الغائبة
- توحيد الحاكمية
- القاعدة (منظمة)
- أحمد سلامة مبروك